# Josiah Winslow
Josiah Winslow (* um 1628 in Plymouth, Plymouth Colony, im heutigen US-Bundesstaat Massachusetts; † 18. Dezember 1680 in Marshfield ebenfalls im späteren US-Staat Massachusetts) war von 1673 bis 1680 Gouverneur der englischen Plymouth Colony. 

## Lebenslauf
Josiah Winslow war der Sohn von Edward Winslow, einem der Pilgerväter und dreimaligen Gouverneur der Plymouth Colony und dessen zweiter Ehefrau Susanna White. Die Schreibweise seines Vornamens wird in den Quellen manchmal auch als Josias angegeben. Er absolvierte das Harvard College und besuchte Anfang der 1650er Jahre seinen Vater, der inzwischen nach England zurückgekehrt war. Seit dem Jahr 1643 war er beim allgemeinen Gericht in Marshfield angestellt und im Jahr 1656 wurde er Oberbefehlshaber der Streitkräfte der Plymouth Colony. Von 1657 bis 1673 war er dort zudem stellvertretender Kolonialgouverneur. Außerdem gehörte er seit 1658 der New England Confederation an, einem Militärausschuss der vereinten englischen Kolonien gegen die Indianer. Er wurde außerdem Befehlshaber der vereinten kolonialen Streitkräfte der Neu-England Kolonien. Diesen Posten bekleidete er bis 1673. In diesem Jahr wurde Winslow zum Nachfolger des verstorbenen Gouverneurs Thomas Prence gewählt. Dieses Amt übte er bis zu seinem Tod im Jahr 1680 aus. Als Gouverneur setzte er sich, obwohl selbst ein Puritaner, für die Religionsgemeinschaft der Quäker ein, die in der puritanisch geprägten Plymouth Colony einen schweren Stand hatten. Im Jahr 1675 entstand die erste öffentliche Schule der Kolonie. Überschattet wurde die Amtszeit Winslow vom sogenannten King Philip’s War, einem Indianeraufstand in den Jahren 1675 und 1676, der als einer der blutigsten Kolonialkriege in der Geschichte Nordamerikas gilt. Dabei starben etwa 3000 Indianer und 600 bis 800 Kolonisten. Der Aufstand wurde am Ende niedergeschlagen. Viele gefangengenommene Indianer wurden als Sklaven an die Spanier verkauft. Josiah Winslow starb am 18. Dezember 1680 in Marshfield. Er war seit 1651 mit  Penelope Pelham (1633–1703) verheiratet, mit der er vier Kinder hatte. Der Sohn Isaac Winslow (1671–1738) war später als Oberster Richter der Kolonie Massachusetts und Oberst der Miliz aktiv.